# Défense des droits de la femme
A Vindication of the Rights of Woman: with Strictures on Political and Moral Subjects
Vous lisez un « article de qualité » labellisé en 2010.
A Vindication of the Rights of Woman: with Strictures on Political and Moral Subjects traduit en français par Défense des droits de la femme ou Défense des droits des femmes, suivie de quelques considérations sur des sujets politiques et moraux, publié en 1792 par l’écrivaine britannique Mary Wollstonecraft, est un essai féministe, l'un des tout premiers du genre.
Dans cet ouvrage, elle répond aux théoriciens de l'éducation et de la politique du XVIIIe siècle qui pensent que l'éducation n'est pas destinée aux femmes. Elle soutient qu'au contraire, elles la méritent selon une juste mesure, compte tenu de leur place dans la société.
L'idée d'écrire Défense des droits de la femme est née de la lecture du rapport de Talleyrand à l'Assemblée nationale constituante en 1791, dans lequel il est affirmé que les femmes ne devraient recevoir qu'une éducation à caractère domestique. Mary Wollstonecraft commente ce document, puis se sert de son propre commentaire pour lancer une attaque contre le double standard, le « double critère » appliqué selon le sexe. À cette occasion, elle accuse les hommes d'encourager les femmes à s'abandonner aux excès de l'émotion. La rédaction de ce pamphlet s'est faite à la hâte, en réaction aux événements en cours ; Mary Wollstonecraft manifeste l'intention d'écrire un deuxième volume plus réfléchi, mais meurt avant de l'avoir achevé.
Si Mary Wollstonecraft appelle à l'égalité entre les sexes dans certains domaines de la vie, tels que la moralité, elle n'affirme pas explicitement qu'hommes et femmes sont égaux. Ses prises de position restant ambiguës, il est difficile de la considérer comme une féministe selon le sens moderne du mot, d'autant que ni le terme ni le concept n'existaient à son époque, du moins sous l'angle adopté actuellement. En tout état de cause la notion de « droit » existait depuis fort longtemps et c'est sur ce concept qu'elle s'appuie.
Bien qu'aujourd'hui on admette généralement que Défense des droits de la femme ait été mal reçu à sa parution, c'est une idée fausse et récente fondée sur la croyance que Mary Wollstonecraft était autant vilipendée de son vivant qu'elle le devient après la publication des Memoirs of the Author of A Vindication of the Rights of Woman que William Godwin publie en 1798. Défense des droits de la femme est en réalité bien accueilli lors de sa première parution en 1792. Un biographe en a dit qu'il s'agit « peut-être du livre le plus original du siècle ».

## Contexte historique

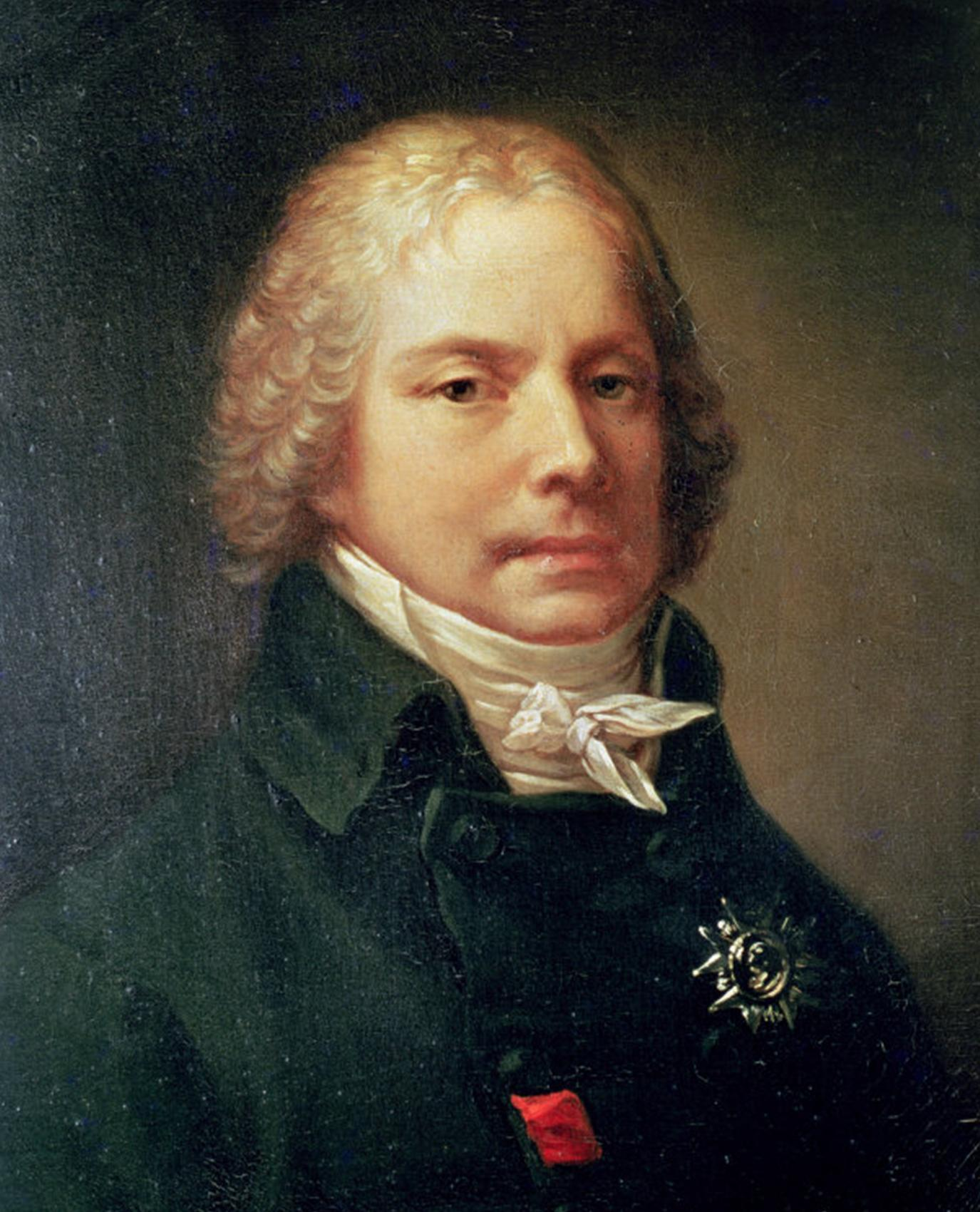
Talleyrand, par Pierre-Paul Prud'hon.

Défense des droits de la femme est écrit dans le contexte tumultueux de la Révolution française et des débats qu'elle génère en Grande-Bretagne. Dans une guerre de pamphlets animée et parfois rageuse, connue aujourd'hui sous le nom de controverse révolutionnaire (Revolution Controversy), les commentateurs politiques britanniques traitent de sujets allant d'un gouvernement représentatif jusqu'aux droits de l'homme, en passant par la séparation de l'Église et de l'État, sujets dont un bon nombre ont été soulevés tout d'abord en France. Mary Wollstonecraft prend part pour la première fois à la bataille en 1790 avec A Vindication of the Rights of Men (Défense des droits de l'homme), qui réplique aux Reflections on the Revolution in France (1790) (Réflexions sur la Révolution en France) d'Edmund Burke.
Dans son livre, Burke critique les nombreux penseurs et les écrivains de son pays qui ont approuvé les premiers pas de la Révolution française. Là où ils voient la révolution comme analogue à la Glorieuse Révolution britannique de 1688, qui avait restreint les pouvoirs de la monarchie, Burke soutient que l'analogique historique appropriée est à faire avec la Première Révolution anglaise (1642-1651) au cours de laquelle le roi Charles Ier avait été exécuté en 1649. Pour lui, la Révolution française, c'est la destruction de la légitimité par la violence. Être citoyen, cela n'inclut pas le droit à la révolte contre un gouvernement, la civilisation résultant d'un consensus social et politique. Les traditions ne sauraient être constamment remises en cause, sous peine de conduire à l'anarchie. L'un des arguments essentiels de Défense des droits de l'homme, publié tout juste six semaines après les Réflexions de Burke, est que le fondement du droit n'est pas la tradition ; le droit existe parce que raisonnable et juste, indépendamment de la tradition.

Lorsque Talleyrand présente son Rapport sur l'instruction publique (1791) à l'Assemblée nationale en France, Mary Wollstonecraft ressent le besoin d'y réagir. Dans ses recommandations pour un système d'éducation national, Talleyrand écrit : 

« Élevons les femmes, non pour aspirer à des avantages que la Constitution leur refuse, mais pour connaître et apprécier ceux qu'elle leur garantit. [...] Les hommes sont destinés à vivre sur le théâtre du monde. L'éducation publique leur convient : elle place de bonne heure sous leurs yeux toutes les scènes de la vie : les proportions seules sont différentes. La maison paternelle vaut mieux à l'éducation des femmes ; elles ont moins besoin d'apprendre à traiter avec les intérêts d'autrui, que de s'accoutumer à la vie calme et retirée,. »

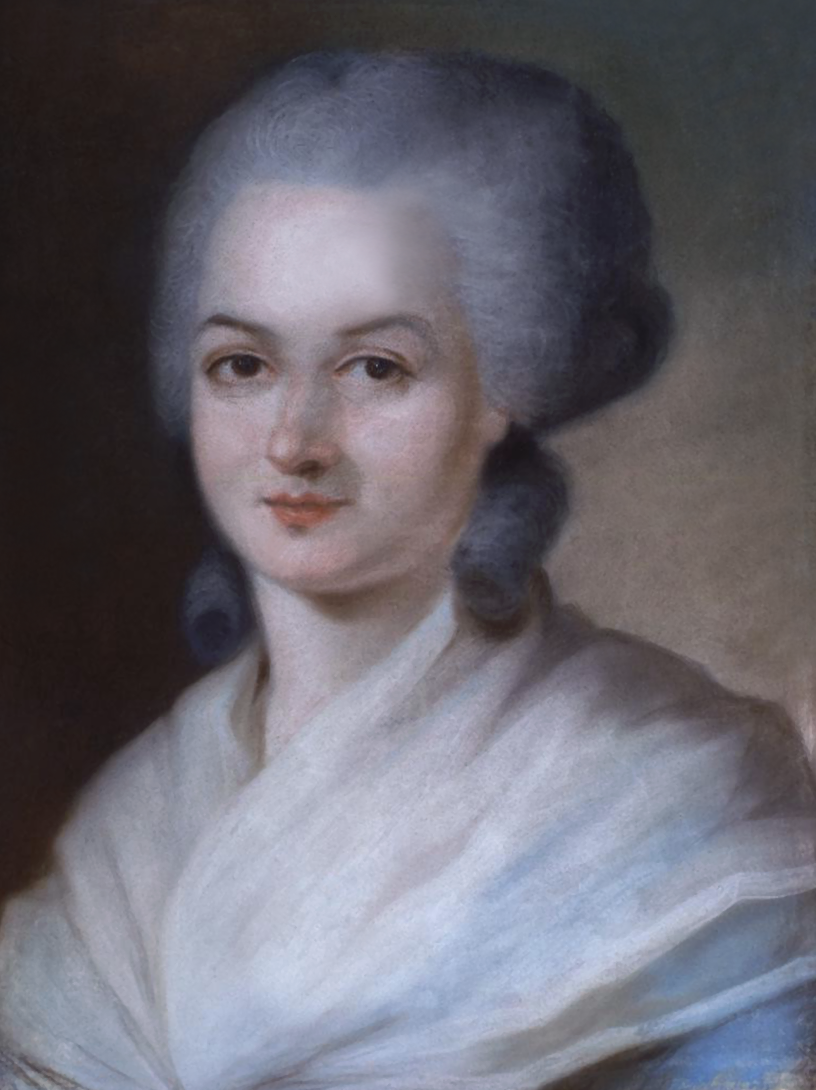
Olympe de Gouges, fin du XVIII, collection particulière.

Mary Wollstonecraft dédicace Défense des droits de la femme à Talleyrand : « Ayant lu avec grand plaisir une brochure que vous avez dernièrement publiée, je vous dédicace ce volume ; pour vous inciter à reconsidérer le sujet, et peser mûrement ce que j'ai avancé concernant les droits de la femme et l'éducation nationale ». La féministe française Olympe de Gouges vient juste de présenter à l'Assemblée nationale sa Déclaration des droits de la femme et de la citoyenne, et la question des droits de la femme vient au centre des débats politiques tant en France qu'en Grande-Bretagne.
Défense des droits de la femme est un prolongement des arguments développés dans Défense des droits de l'homme. Ce dernier ouvrage, comme le suggère son titre, traite des droits de l'homme, mais il s'agit d'une catégorie particulière, celle des hommes de Grande-Bretagne au XVIIIe siècle, alors que Défense des droits de la femme aborde des droits accordés à la femme, en tant que catégorie abstraite, ne limitant pas son argumentation aux femmes du XVIIIe siècle, non plus qu'aux femmes britanniques. Le premier chapitre s'attache à la question des « droits naturels » et pose la question de savoir qui dispose de ces droits inaliénables et sur quel fondement. Elle répond que, puisque les droits naturels sont conférés par Dieu, le fait, pour une partie de la société, de les dénier à une autre, devient un péché. Défense des droits de la femme aborde ainsi non seulement des événements spécifiques à la France et la Grande-Bretagne, mais également des questions plus larges que soulèvent des philosophes politiques comme John Locke et Jean-Jacques Rousseau.

## Thèmes
Mary Wollstonecraft n'a pas recours à l'argumentation conventionnelle ou au genre de raisonnement logique communs aux écrits philosophiques du XVIIIe siècle lorsqu'elle compose ses propres ouvrages. Défense des droits de la femme est un long essai qui présente tous ses thèmes principaux dès les premiers chapitres pour y revenir ensuite de façon répétée, à chaque fois sous un angle différent. Le livre adopte également un ton hybride qui combine les arguments fondés sur la raison avec la rhétorique ardente de la sensibilité.
Au XVIIIe siècle, « la sensibilité » est perçue comme un phénomène physique qui se trouve rattaché à un ensemble de croyances morales précises. Les médecins, les anatomistes, croient que plus les nerfs d'une personne sont sensibles, et plus leur environnement provoque en eux des émotions. Étant donné que l'on considère que les femmes ont des nerfs plus affûtés que les hommes, on en conclut qu'elles sont davantage sujettes à éprouver des émotions.

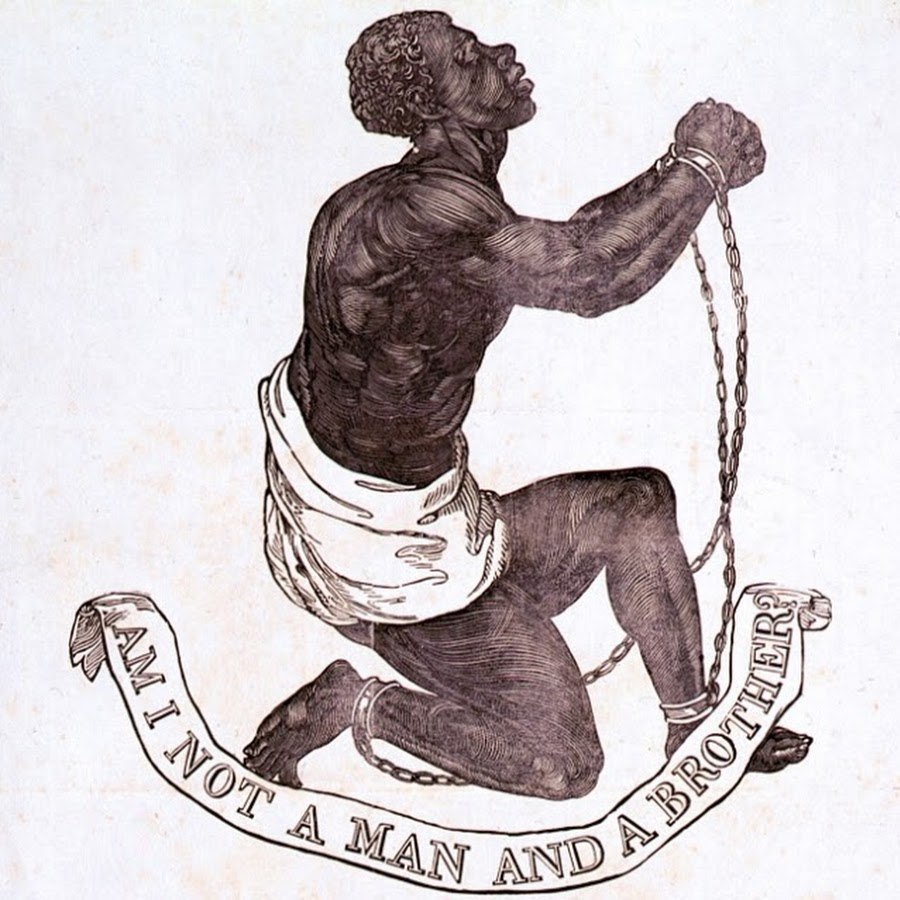
Am I Not a Man and a Brother?, illustration du célèbre médaillon antiesclavagiste dessiné par William Hackwood ou Henry Webber pour le compte de Josiah Wedgwood, vers 1787.

L'excès d'émotion associé à la sensibilité conduit en bonne logique à une éthique de la compassion : les êtres doués de sensibilité peuvent aisément ressentir de la sympathie pour ceux qui souffrent. Ainsi des historiens ont imputé l'accroissement des efforts humanitaires — tels que le mouvement en faveur de l'abolition du commerce des esclaves — au discours lié à la sensibilité de ceux qui le mettent en avant. Mais la sensibilité paralyse aussi ceux qui l'ont en excès ; comme l'explique G. J. Barker-Benfield, un spécialiste de cette époque, « le raffinement inné du système nerveux est à rapprocher d'une souffrance accrue, de faiblesse, et d'une prédisposition au dérangement de l'esprit » (an innate refinement of nerves was also identifiable with greater suffering, with weakness, and a susceptibility to disorder).
Lorsque Mary Wollstonecraft commence à écrire Défense des droits de la femme, la sensibilité fait déjà depuis plusieurs années l'objet d'un feu roulant d'attaques. La sensibilité, que l'on voyait initialement porter la promesse de rapprocher les êtres grâce à la sympathie, est maintenant perçue comme un facteur profond d'éclatement social (profoundly separatist) ; des romans, des pièces et des poèmes qui emploient le langage de la sensibilité revendiquent des droits individuels, la liberté sexuelle et des relations familiales non conventionnelles fondées sur le seul sentiment.
Qui plus est, ainsi que le soutient Janet Todd, autre spécialiste de la sensibilité, « aux yeux de beaucoup en Grande-Bretagne, le culte de la sensibilité a féminisé la nation, donné aux femmes une importance indue et émasculé les hommes » (to many in Britain the cult of sensibility seemed to have feminized the nation, given women undue prominence, and emasculated men).

### Éducation fondée sur la raison
L'un des points essentiels soutenus par Mary Wollstonecraft dans Défense des droits de la femme est que les femmes devraient recevoir une éducation fondée sur la raison, ce qui leur permettrait de servir la société de manière efficace. Au XVIIIe siècle, aussi bien les théoriciens de l'éducation que les auteurs de « manuels de bonne conduite » (conduct books) — que l'on peut considérer comme les ancêtres des livres de développement personnel — partent du postulat que les femmes, trop sujettes aux émotions, trop fragiles, sont incapables de pensée rationnelle ou abstraite. Mary Wollstonecraft, comme d'autres progressistes telles que Catharine Macaulay et Hester Chapone, est d'avis qu'au contraire, elles sont à même de penser en toute clarté et méritent, de ce fait, d'avoir accès à l'éducation. Elle défend ce point de vue dans son propre conduct book (« manuel de bonne conduite »), Pensées sur l'éducation des filles (Thoughts on the Education of Daughters), paru en 1787, puis dans son livre pour enfant Original Stories from Real Life (1788) et, enfin, dans Défense des droits de la femme.

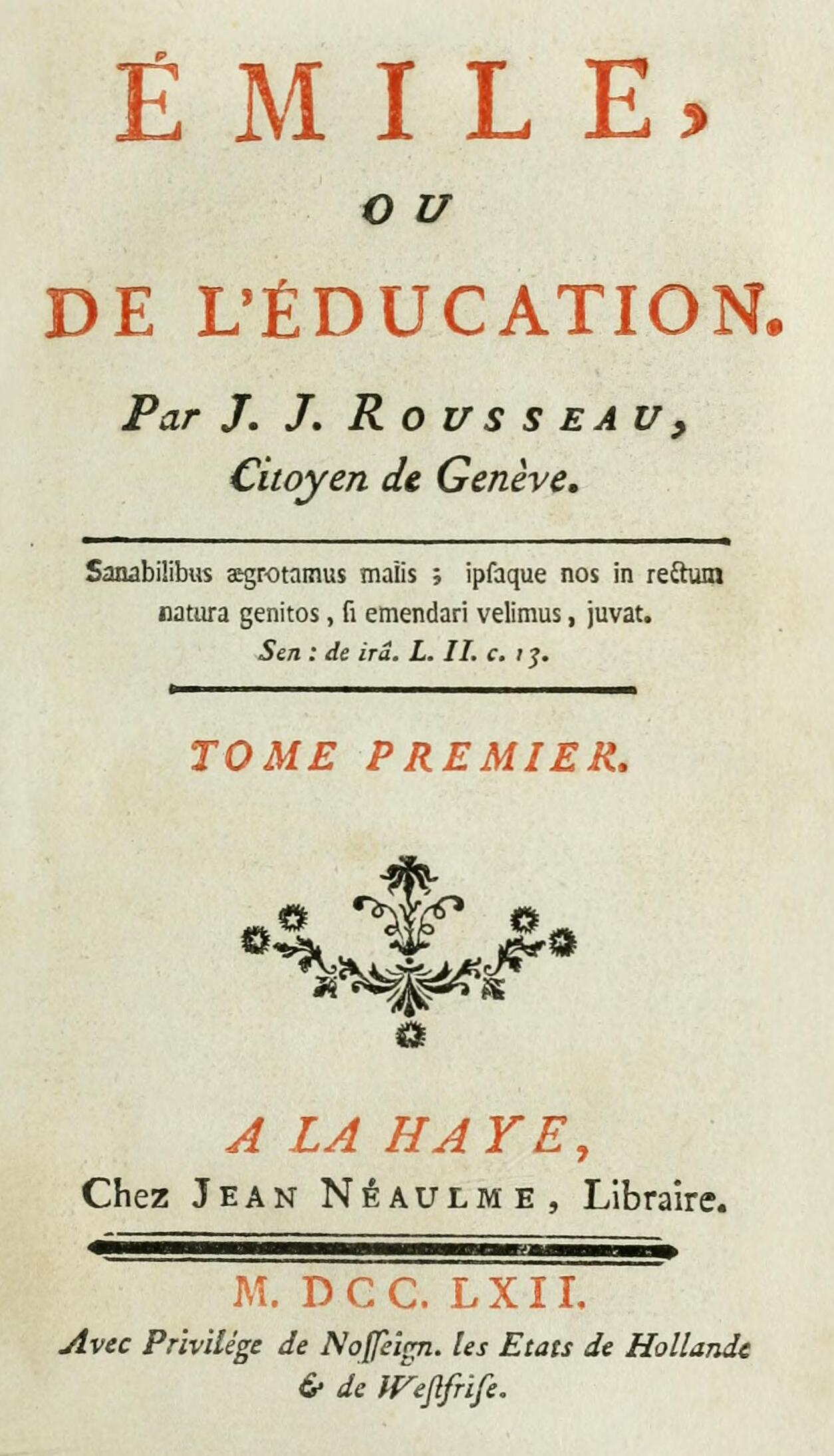
LÉmile ou De l’éducation de J. J. Rousseau, page de titre.

En déclarant dans sa préface « mon raisonnement principal est construit sur ce principe simple, à savoir que si [la femme] n'est pas préparée par l'éducation à devenir la compagne de l'homme, elle entravera le développement du savoir et de la vertu, la vérité devant être commune à tous », Mary Wollstonecraft avance l'idée que, sans femmes éduquées, la société ne peut que dégénérer, surtout que les mères sont les premières à former les jeunes enfants. Les hommes portent la responsabilité de ce problème, le « système éducatif erroné » qu'ils ont institué reposant sur des ouvrages écrits par leurs semblables pour qui le sexe féminin se compose de femmes et non d'êtres humains (considering females rather as women than human creatures). Bien évidemment, les femmes sont capables de raisonnement ; s'il en paraît autrement, c'est que les hommes leur ont dénié l'éducation et les ont encouragées à la frivolité, les condamnant à la superficialité et la sottise, les transformant en « épagneuls » et faisant d'elles des « jouets »,. Pour autant, si Mary Wollstonecraft récuse l'idée d'une différence de nature, elle accepte que les femmes puissent rester en deçà du savoir atteint par les hommes.
Elle s'en prend à certains auteurs de manuels de bonne conduite, tels que James Fordyce et John Gregory, ainsi qu'à des théoriciens comme Jean-Jacques Rousseau, lui qui soutient qu'une femme n'a nul besoin d'une éducation fondée sur la raison. Dans L'Émile, en effet, il énonce la maxime devenue célèbre selon laquelle les femmes devraient être éduquées pour le plaisir des hommes. Mary Wollstonecraft pourfend ce raisonnement et cloue l'auteur lui-même au pilori. Pour illustrer les limites imposées par les théories éducatives de l'époque, elle écrit : « formé depuis l'enfance à l'idée que la beauté est le sceptre de la femme, l'esprit se conforme au corps et, tournant dans sa cage dorée, ne cherche qu'à orner sa prison, », laissant entendre que, sans cette idéologie pernicieuse qui encourage les jeunes femmes à privilégier leur beauté et leur apparence, elles pourraient s'accomplir de manière bien plus féconde. Les épouses seraient de véritables compagnes, exerceraient un métier si elles le souhaitaient : « les femmes pourraient certainement étudier l'art de guérir et être des médecins aussi bien que des infirmières. Devenir des sages-femmes, ce à quoi la décence semble les destiner […] ; elles pourraient aussi étudier la politique […] et occuper toutes sortes de fonctions,. »
Pour Mary Wollstonecraft, « l'éducation la plus parfaite » est « un exercice de l'intelligence calculé au mieux pour fortifier le corps et former le cœur, en d'autres termes, permettant à l'individu d'acquérir les habitudes vertueuses qui assureront son indépendance. »,. Au-delà des généralités philosophiques, elle élabore un plan spécifique pour l'éducation nationale, en opposition à celui qu'a conçu Talleyrand pour la France. Dans le chapitre XII, « Sur l'éducation nationale », elle propose que tous les enfants soient envoyés dans une Country Day School, tout en recevant une certaine éducation chez eux « pour leur inspirer un amour du foyer et des plaisirs domestiques ». Elle privilégie aussi la mixité, faisant valoir que les hommes et les femmes, dont le mariage est « le ciment de la société », devraient être « éduqués sur le même modèle ».

### Féminisme

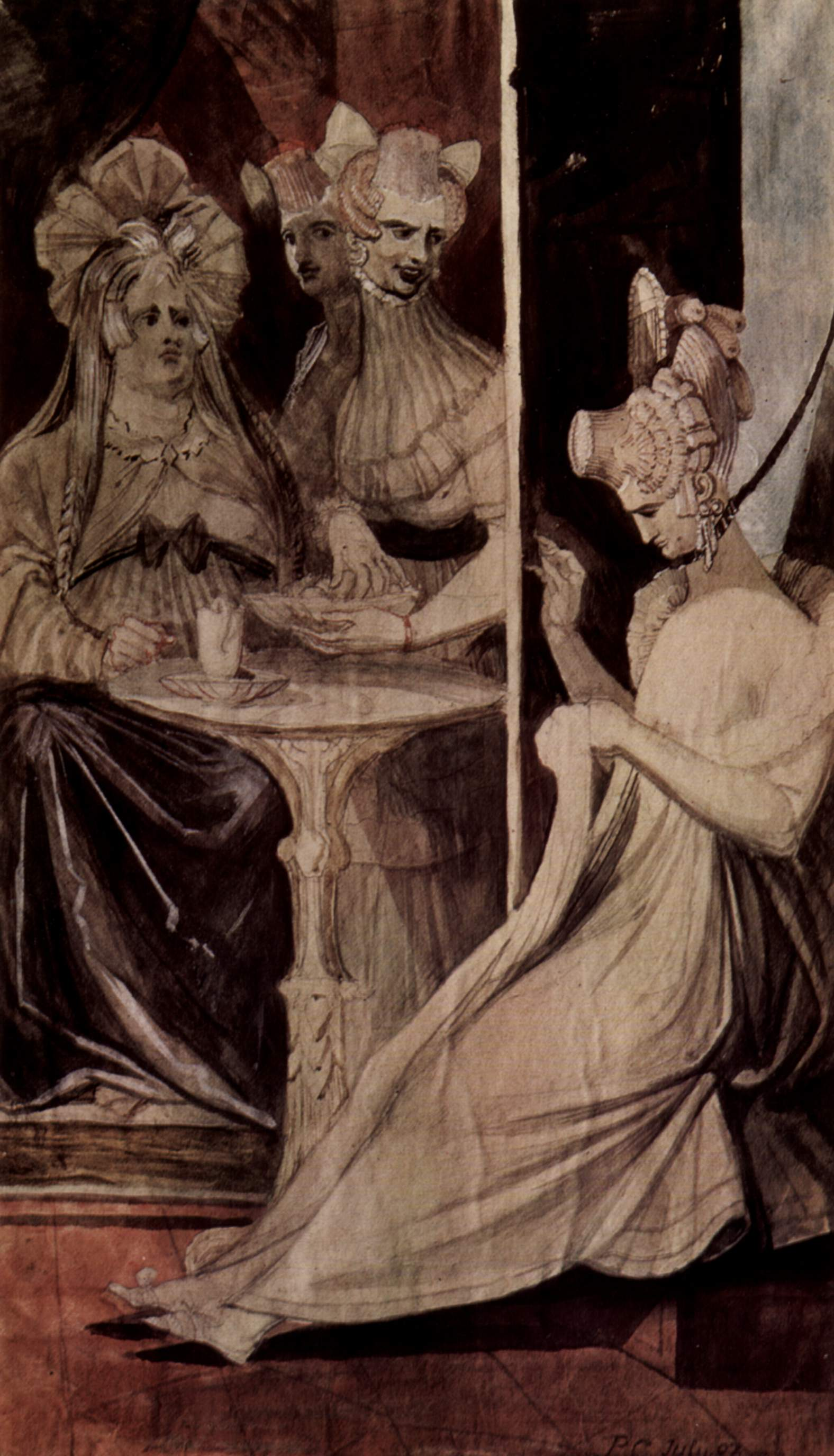
La débutante (1807) par Henry Fuseli ; « La femme, victime des conventions sociales des hommes, est attachée au mur, contrainte à la couture, et gardée par des gouvernantes. L'image reflète les opinions de Mary Wollstonecraft dans The Rights of Women [sic]. »

La définition de « féministe » variant selon les spécialistes, déterminer si Défense des droits de la femme est un texte relevant de cette qualification reste sujet à controverse. Certes, Mary Wollstonecraft ne l'aurait jamais ainsi qualifié, pour la bonne raison que le mot n'est apparu que pendant les années 1890. De plus, pendant toute sa vie, aucun mouvement féministe à proprement parler ne s'est manifesté. Dans l'introduction à son ouvrage fondateur sur la pensée de Mary Wollstonecraft, Barbara Taylor écrit : 

« Décrire [la philosophie de Mary Wollstonecraft] comme féministe est problématique, et je ne le fais qu'après mûre réflexion. Cette étiquette est, bien entendu, un anachronisme... Traiter la pensée de Mary Wollstonecraft comme une anticipation des thèses féministes des XIXe siècle et XXe siècle a impliqué de sacrifier ou de distordre quelques-uns de ses éléments essentiels. Exemples majeurs de [cette dérive] [...], le manque d'attention généralisé à l'égard de ses croyances religieuses, la conception erronée que l'on a d'elle comme d'une « bourgeoise » libérale, ce qui […] a conduit à occulter son radicalisme utopique d'inspiration religieuse au profit d'un réformisme laïque, avec un esprit de classe aussi totalement étranger à son projet politique que son rêve d'un âge de bonheur universel promis par Dieu peut lui-même l'être au nôtre. Plus important encore, cependant, a été le fait d'attribuer à Mary Wollstonecraft une image d'individualiste héroïque en total décalage avec sa motivation d'ordre éthique en faveur de l'émancipation des femmes. L'ambition majeure qu'avait Mary Wollstonecraft pour les femmes était qu'elles pussent atteindre à la vertu, et c'est à cette fin qu'elle recherchait leur libération, »

Dans Défense des droits de la femme, Mary Wollstonecraft ne revendique pas l'égalité des sexes en faisant appel aux mêmes arguments ou au même vocabulaire qu'emploieront les féministes de la fin du XIXe siècle et du XXe siècle. Par exemple, plutôt que d'affirmer sans équivoque qu'hommes et femmes sont égaux, elle soutient qu'ils le sont « aux yeux de Dieu », ce qui implique seulement qu'ils sont chacun soumis à la même loi morale.
Pour Mary Wollstonecraft, hommes et femmes sont égaux dans les plus importants domaines de la vie. Si une telle idée peut ne pas paraître révolutionnaire aux lecteurs du XXIe siècle, ses implications le deviennent au cours du XVIIIe siècle. Cela exige, par exemple, que les hommes, aussi bien que les femmes, fassent preuve de pudeur et respectent la sainteté du mariage. La thèse développée par Mary Wollstonecraft met à nu le double standard (« critère double ») de la fin du XVIIIe siècle et elle exige que les hommes adhèrent aux mêmes vertus que celles qu'on exige des femmes.
Cependant, ces arguments en faveur de l'égalité s'opposent à ses déclarations sur la supériorité de la force et de la vaillance masculines. En effet, dans une affirmation à la fois célèbre et ambiguë, elle écrit :

« N'allons pas conclure que je souhaite inverser l'ordre des choses ; j'ai déjà admis que, de par la constitution de leur corps, les hommes semblent conçus par la Providence pour parvenir à un plus grand degré de vertu. Je parle collectivement de l'ensemble de ce sexe ; mais je ne vois pas l'ombre d'une raison de conclure que leurs vertus doivent différer eu égard à leur nature. En fait, comment le peuvent-ils, si la vertu ne se mesure qu'à une aune éternelle ? Si je raisonne logiquement, il me faut soutenir qu'ils sont astreints à la même ligne de conduite, toute simple, et cela, avec la même vigueur que je soutiens qu'il y a un Dieu, »

De plus, c'est aux hommes, plutôt qu'aux femmes, que s'adresse Mary Wollstonecraft pour amorcer les changements sociaux et politiques esquissés dans Défense des droits de la femme. Puisque les femmes n'ont pas reçu d'éducation, elles ne peuvent changer leur état et les hommes se doivent de leur venir en aide. À la fin de son chapitre « Des effets pernicieux, rencontrés dans la société, de distinctions sans fondement naturel », elle écrit : 

« J'aimerais alors convaincre les hommes raisonnables de l'importance de quelques-unes de mes remarques, et parvenir à les persuader de soupeser sans passion toute la teneur de mes observations. — J'en appelle à leur compréhension et, en tant que leur congénère, revendique, au nom de mon sexe, que leur cœur s'y intéresse. Je les conjure d'aider à l'émancipation de leurs compagnes, qu'ils fassent d'elles des auxiliaires dignes d'eux ! Si, généreusement, les hommes voulaient bien briser nos chaînes et se satisfaire d'une compagnie douée de raison plutôt que d'une obéissance servile, ils trouveraient en nous des filles plus respectueuses des règles, des sœurs plus affectueuses, des épouses plus fidèles, des mères plus raisonnables — en un mot, de meilleures citoyennes,. »

C'est le dernier roman de Mary Wollstonecraft, Maria: or, The Wrongs of Woman (1798) (Maria, ou, les injustices subies par la femme), qui est en général considéré comme son œuvre féministe la plus radicale.

### Sensibilité

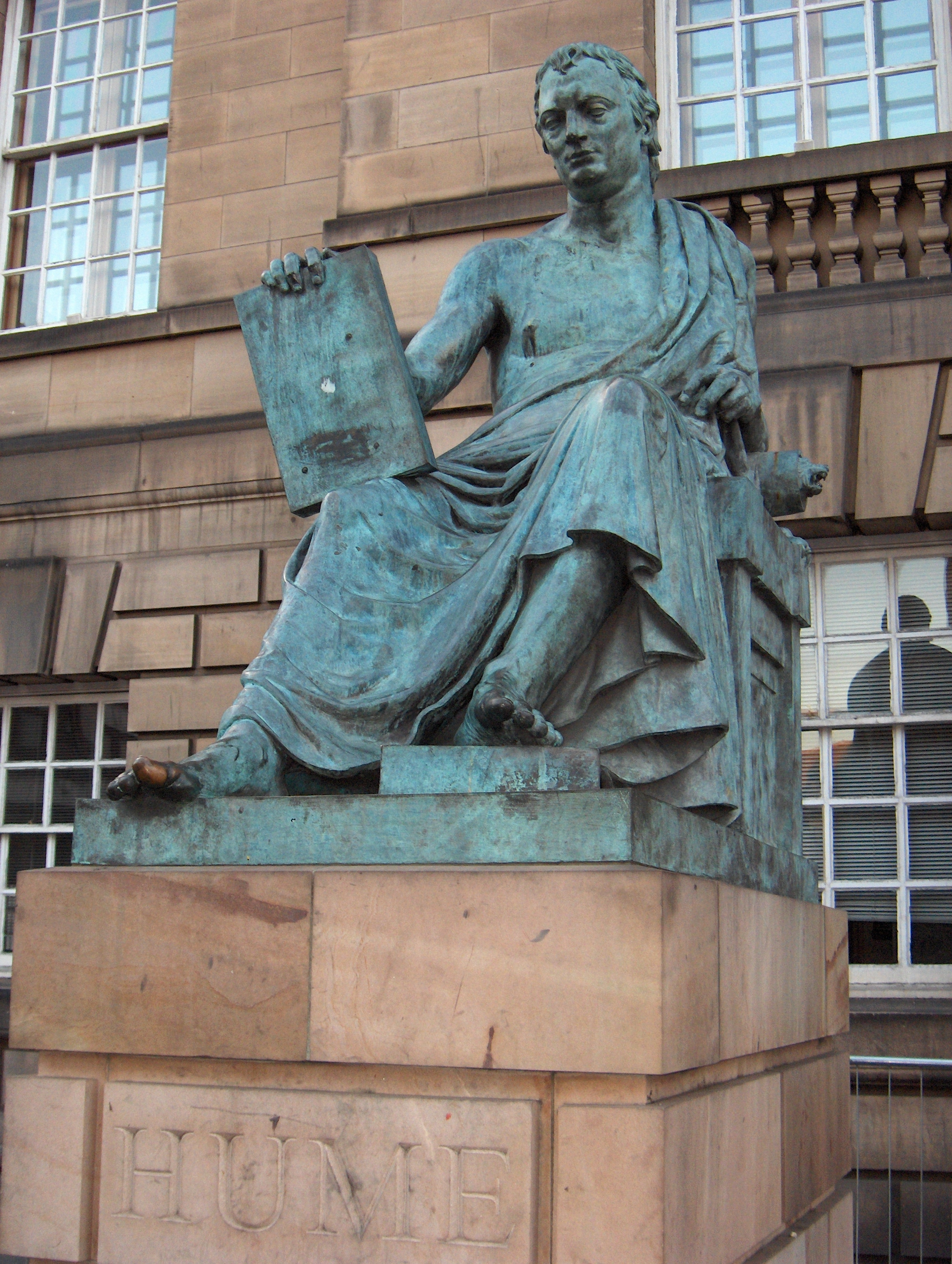
Statue de David Hume à Édimbourg, sur le Royal Mile.

L'une des critiques les plus cinglantes que développe Défense des droits de la femme concerne les excès de la fausse sensibilité, en particulier chez les femmes. Selon Mary Wollstonecraft, les femmes qui succombent à la sensibilité sont « emportées par des bouffées d'émotion instantanée » (blown about by every momentary gust of feeling), et puisqu'elles sont « la proie de leurs sens » (the prey of their senses), elles ne parviennent pas à penser raisonnablement. De ce fait, elles ne nuisent pas seulement à elles-mêmes, mais aussi à l'ensemble du monde civilisé. De telles femmes ne sauraient raffiner la civilisation, mais tendent plutôt à la détruire. Cela dit, la raison et le sentiment ne suivent pas un chemin différent, ils se nourrissent l'un l'autre et, pour Mary Wollestonecraft comme pour son contemporain, le philosophe David Hume, les passions sous-tendent toute manifestation de la raison. Ce thème est récurrent dans toute son œuvre et plus particulièrement dans ses romans Marie, fiction (Mary, a fiction) (1788) et Maria, ou Les torts infligés à la femme (Maria or, The Wrongs of Woman).
Pour appuyer son idée selon laquelle les femmes profiteraient à accorder moins d'influence à leurs sentiments, Mary Wollstonecraft insiste sur le fait que le corps ou la sexualité ne devraient exiger ni contrainte ni esclavage. La précision de l'argument a conduit nombre de féministes à prétendre que Mary Wollstonecraft dénie aux femmes le désir sexuel. Cora Kaplan, par exemple, soutient que « l'attaque, négative et consacrée par l'usage, portée contre la sexualité féminine » est un leitmotiv de Défense des droits de la femme. De fait, pour un mariage idéal, Mary Wollstonecraft conseille à ses lectrices de « laisser calmement la passion retomber et se transformer en amitié ». Cet idéal est celui d'une relation de bonne compagnie, conception naissante à l'époque. [Il serait préférable], écrit-elle, [quand] « deux jeunes gens vertueux se marient [...] qu'une circonstance fortuite vînt à freiner leur passion ». Elle ajoute : « amour et amitié ne peuvent pas survivre dans la même poitrine ».
Mary Poovey pense qu'elle trahit là sa peur que le désir féminin ne se prête aux dégradantes attentions de la lascivité masculine et que, de ce fait, la condition subalterne des femmes en vienne à être méritée. Tant que les femmes ne parviendront pas à surmonter les désirs de leur chair, elles seront l'otage de leur corps. Sans sexualité, elles échappent à la domination. Le danger existe qu'elles ne se consument dans une « romanesque irrésolution » (romantic wavering), qu'elles ne songent qu'à satisfaire leur concupiscence. Et Cora Kaplan de renchérir : Défense des droits de la femme élimine la sexualité de la vie d'une femme et, en cela, « témoigne d'une violente hostilité à ce qui touche au sexe », tout en exagérant « l'importance de la sensualité dans la vie quotidienne des femmes ». Mary Wollstonecraft efface la sexualité de sa représentation de la femme idéale au point qu'elle finit par lui conférer une importance primordiale en insistant précisément sur son absence. Cela dit, ajoute Cora Kaplan avec d'autres, Mary Wollstonecraft s'est peut-être trouvée contrainte à ce sacrifice : « il est important de se rappeler que le concept de la femme indépendante, jouissant de droits politiques, [était] fatalement lié, [au XVIIIe siècle], à l'exercice pervers et sans frein de sa sexualité ».

### Républicanisme

La Liberté guidant le peuple par Eugène Delacroix (1833).

Claudia L. Johnson, autre spécialiste de Mary Wollstonecraft, écrit de Défense des droits de la femme qu'il s'agit d'un « manifeste républicain » (a republican manifesto). Selon elle, son auteur, nostalgique de l'idéal républicain du Commonwealth que son pays a connu au XVIIe siècle, cherche à en retrouver l'éthique et, de ce fait, souhaite voir dévolus aux citoyens des droits, certes bien affirmés mais distincts, selon leur sexe. Ainsi, elle « dénonce l'effondrement de la différence sexuelle, marque distinctive de son siècle et fâcheux résultat de la sensibilité dominante. La société se voit donc minée de l'intérieur par la féminisation des hommes »,. Si les hommes se sentent autorisés à adopter tout à la fois une posture masculine et la sensibilité féminine, il ne reste aucun rôle pour les femmes dans la société. En cela, Mary Wollstonecraft, aussi bien dans Défense des droits de l'homme que dans Défense des droits de la femme, s'oppose à la déviance de la sensibilité masculine, telle, par exemple, qu'elle apparaît dans les œuvres d'Edmund Burke, en particulier Réflexions sur la Révolution française.
Dans sa Défense des droits de la femme, elle opte pour un républicanisme aboutissant à la suppression de tous les titres, monarchie comprise. Elle soutient également, quoique sans s'y attarder, que les hommes et les femmes soient tous représentés au gouvernement. L'essentiel de sa critique politique, cependant, comme l'exprime Chris Jones, « se décline surtout en termes de moralité » (is couched predominantly in terms of morality). La vertu, telle qu'elle la conçoit, s'applique plus au bonheur individuel qu'au bien de la collectivité. Cette attitude se retrouve dans l'explication qu'elle donne des droits naturels qui, en fin de compte, procédant du pouvoir divin, entraînent des devoirs qui incombent à tous et chacun. Pour autant, les valeurs du républicanisme et de la bienveillance se transmettent par la famille, dont les liens restent essentiels à l'idée que se fait Mary Wollstonecraft de la cohésion sociale et du patriotisme.

### Une morale pour la classe moyenne
De bien des façons, Défense des droits de la femme est infléchi par une conception bourgeoise de la société, tout comme son prédécesseur, Défense des droits de l'homme. L'œuvre s'adresse à la classe moyenne qu'elle appelle « l'état le plus naturel » ([the] most natural state). Aussi n'a-t-elle de cesse de recommander les vertus du travail (industry) et de la pudeur (modesty), considérées comme typiques de cette middle class à l'époque.
Écrivain elle-même issue de cette classe et en promouvant l'éthique, elle s'en prend aux riches avec les mêmes arguments que ceux qui alimentent sa critique des femmes. Elle souligne le « faux raffinement, l'immoralité et la vanité » des nantis, les affublant des qualificatifs « faibles », « artificiels », les brocardant comme étant des êtres « élevés au-dessus des besoins et des affections de leur race, de manière prématurée et dénuée de naturel, ce qui mine le fondement même de la vertu et propage la corruption dans le corps social tout entier »,.
Cela dit, cette critique des riches ne va pas nécessairement de pair avec de la sympathie envers les pauvres. Pour Mary Wollstonecraft, les pauvres ont bien de la chance de ne point courir le risque d'être jamais attirés dans les filets de l'abondance : « Heureux sont ceux que les soucis obligent à lutter, car ces soucis les protègent des vices qui minent le caractère, que l'oisiveté suffit à générer ! » (Happy is it when people have the cares of life to struggle with; for these struggles prevent their becoming a prey to enervating vices, merely from idleness!). De plus, la charité, pense-t-elle, n'entraîne que des conséquences fâcheuses parce que, comme l'exprime Jones, Mary Wollstonecraft la « rend responsable de maintenir l'inégalité dans la société tout en offrant un alibi de vertu aux gens riches » (sees it as sustaining an unequal society while giving the appearance of virtue to the rich).
Son plan d'éducation nationale préserve ces distinctions de classe, à l'exception, cependant, des dispositions concernant les « [enfants] intelligents ». Elle propose en effet qu'« Après l'âge de neuf ans, les filles et les garçons qu'on destine aux tâches de la maison ou aux activités de la mécanique, soient orientés vers d'autres établissements scolaires où ils recevront l'éducation appropriée à leur futur état. Les jeunes gens plus doués ou socialement favorisés pourraient alors recevoir, dans une autre école et de façon plus avancée, l'enseignement des langues mortes et vivantes, les bases de la science, sans exclure la littérature de bon goût, ».

## Rhétorique et style

Jean-Jacques Rousseau, cible de la rhétorique de Mary Wollstonecraft (1766).

Pour Mary Wollstonecraft, la problématique de l'écriture vise au juste milieu entre le discours philosophique et l'attente culturelle des femmes de lettres. Aussi parvient-elle, dans Défense des droits de la femme, comme, d'ailleurs, dans le reste de son œuvre, à se forger un style original relevant à la fois de « la masculinité et de la féminité ». Pour cela, elle emprunte au langage de la philosophie la dénomination de son livre, qu'elle appelle « traité » [avec des] « arguments » [et des] « principes ». Cela dit, elle sait se faire personnelle, usant du « je » et du « vous », ou, selon le contexte, du « toi », avec des tirets, des points d'exclamation, des références autobiographiques, autant d'expressions de sa propre voix, sa voix de femme. De plus, l'ouvrage ressortit à un genre hybride, où se mêlent des éléments empruntés au « Livre de bonne conduite », au court essai, au roman, qui ont certes la faveur des femmes, mais qu'elle proclame dignes de présenter des sujets graves tels que le problème des droits.
Bien qu'elle récuse les excès de la sensibilité, sa rhétorique peut s'enflammer jusqu'à la provocation. Sa vindicte s'exerce surtout contre Rousseau. Ainsi, mettant en exergue un passage de Émile (1762), elle écrit : « Je ne ferai pas d'autre commentaire sur cet intelligent extrait, sinon qu'il expose une philosophie de la lascivité » (I shall make no other comments on this ingenious passage, than just to observe, that it is the philosophy of lasciviousness). Une page plus loin, après avoir brocardé le plan conçu par Rousseau pour l'éducation des femmes, elle ajoute : « Il me faut maintenant me soulager en dressant un autre tableau » (I must relieve myself by drawing another picture). La brusquerie de ces exclamations vise à mettre le lecteur de son côté, à faire comme s'il ne pouvait en être autrement. Elle revendique un style dépourvu de tout effet, de façon que ses idées touchent le plus grand nombre, et en fait, elle mêle la langue brute et rationnelle d'un traité de philosophie à l'expression ardente et poétique de la sensibilité. C'est là sa façon d'apporter la démonstration que les deux peuvent coexister en la même personne, l'argumentation calme et raisonnée s'alliant à l'ardeur d'une rhétorique flamboyante.
Mary Wollstonecraft procède par analogies pour rendre plus palpable la condition féminine. Elle compare les femmes aux esclaves, car leur ignorance et leur impuissance les condamnent à ce statut. Tout à la fois, elle les traite aussi de « tyrans capricieux » (capricious tyrants), sachant se servir de la ruse et de la tromperie pour manipuler les hommes de leur entourage. À un certain moment, elle déclare que la femme peut être esclave ou tyran, le pile et le face de la même monnaie. Autre comparaison : les femmes sont comme les soldats qu'on admire pour leur uniforme, et enfin, tel l'argent des riches, leur « mollesse » (softness), a avili le genre humain.

## Révision et édition posthume

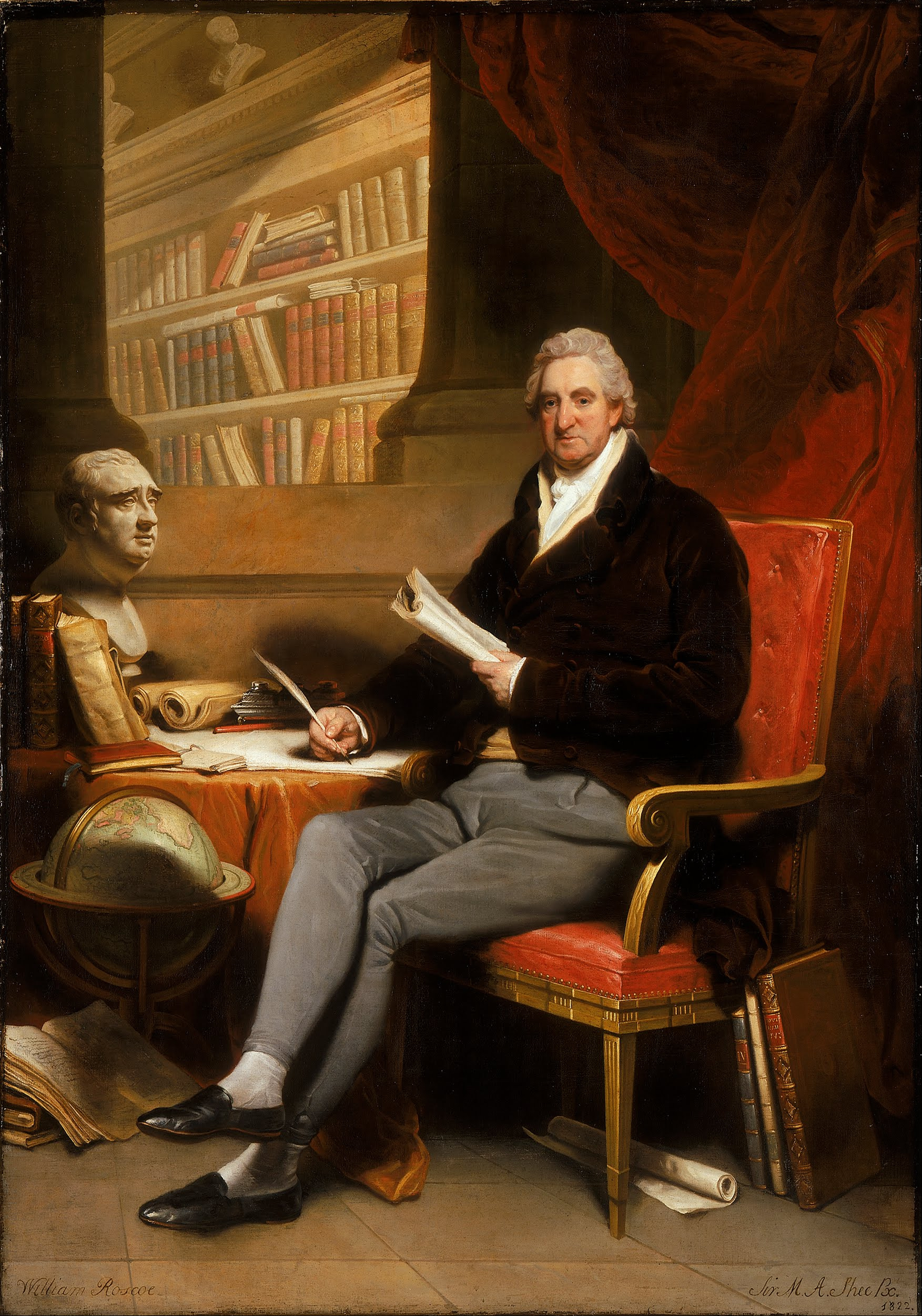
Portrait de William Roscoe (1815-1817).

Pour répondre à Talleyrand et réagir aux événements qui se précipitent, Mary Wollstonecraft est poussée à écrire précipitamment. L'ouvrage une fois achevé, elle écrit à son ami William Roscoe : 

« Je suis mécontente de moi de n'avoir pas rendu justice au sujet. — N'allez pas me soupçonner de fausse modestie — Je veux dire que si je m'étais donné plus de temps, j'aurais écrit un meilleur livre, dans tous les sens du mot... J'ai l'intention de terminer le volume suivant avant de mettre sous presse, car il n'est pas plaisant d'avoir le Diable venir chercher la conclusion d'une feuille avant qu'elle ne soit écrite,. »

Lorsqu'elle entreprend la révision de son livre pour la deuxième édition, elle s'efforce d'en gommer les petites erreurs d'orthographe et de syntaxe, et surtout de gonfler l'aspect féministe de son argumentation. Ainsi, elle modifie certaines de ses déclarations sur les différences séparant les deux sexes au profit de leur égalité.
La seconde partie de son ouvrage ne voit jamais le jour ; seuls quelques « Aperçus » (Hints), « essentiellement destinés à être incorporés dans la seconde partie de Défense des droits de la femme » (chiefly designed to have been incorporated in the second part of Rights of Woman), seront inclus par William Godwin dans le recueil posthume de ses œuvres. Elle commence cependant son roman Maria, ou les torts faits à la femme (Maria: or, The Wrongs of Woman) en lequel nombre de spécialistes voient la suite, sous forme de fiction, de Défense des droits de la femme. Maria, que la mort de Mary interrompt, fera lui aussi partie de l'édition posthume.
Après la première traduction en français l'année même de la publication en Angleterre, sous le titre Défense des droits des femmes suivie de quelques considérations sur des sujets politiques et moraux, une seconde traduction due à M.F. Cachin parait en 1976 aux éditions Payot sous le titre Défense des droits de la femme.

## Accueil critique et postérité

### Accueil initial

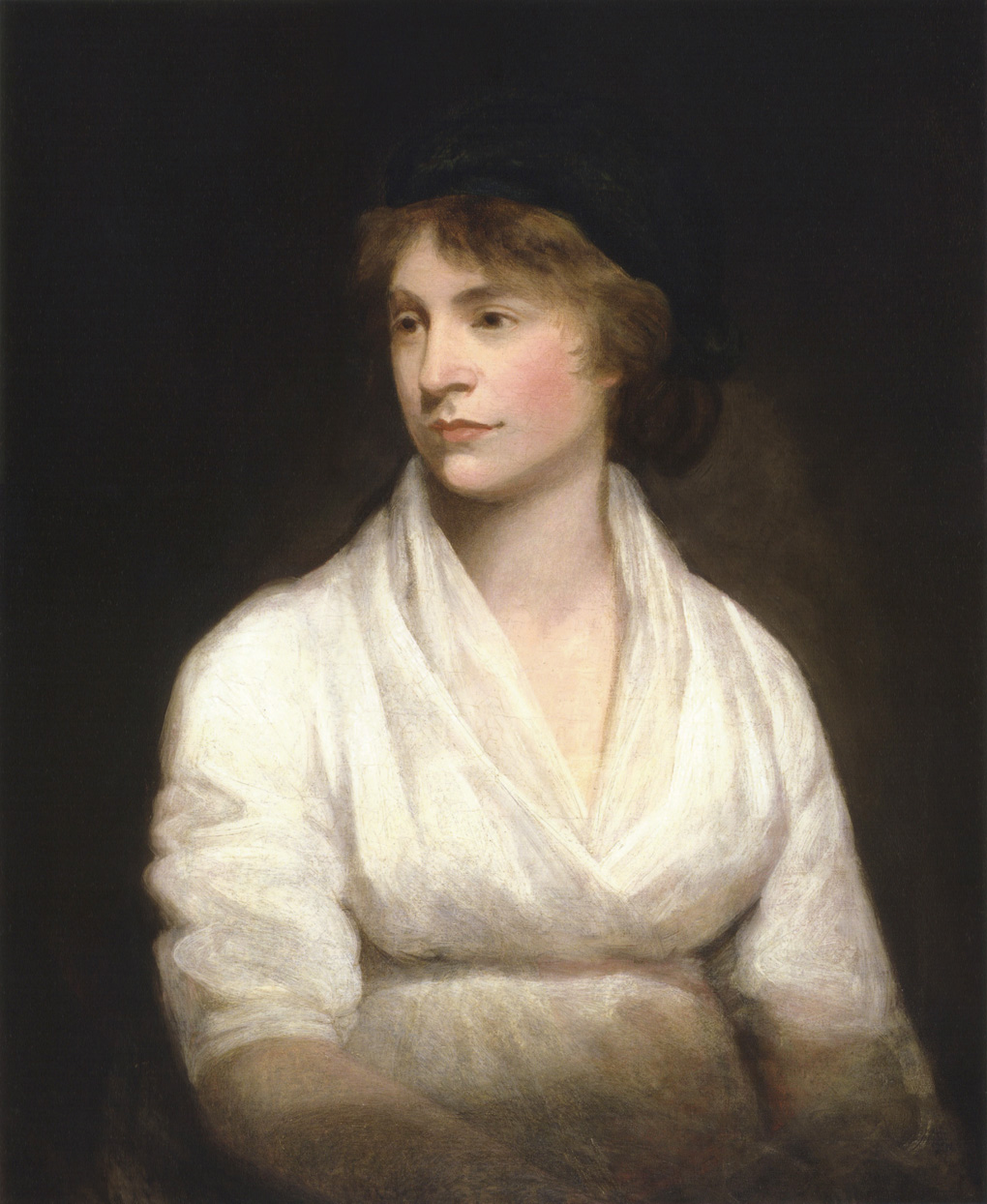
Mary Wollstonecraft par John Opie (vers 1797).

Lors de sa première publication en 1792, Défense des droits de la femme reçoit de bonnes critiques de l’Analytical Review, du General Magazine, du Literary Magazine, du New York Magazine, ainsi que de la Monthly Review. Pourtant, encore aujourd'hui, persiste l'idée que l'accueil fut plutôt hostile.
La même année, paraissent une seconde édition, puis plusieurs aux États-Unis, et l'ouvrage est traduit en français. C'est, écrit Barbara Taylor, « un succès instantané ». De plus, des auteurs comme Mary Hays et Mary Robinson se réfèrent spécifiquement au texte dans leurs propres œuvres. Mary Hays cite Défense des droits de la femme dans le roman Souvenirs d'Emma Courtney (Memoirs of Emma Courtney) de 1796, et modèle ses personnages féminins sur l'idéal de Mary Wollstonecraft.
Les conservatrices, telle Hannah More, clouent la personnalité de Mary Wollstonecraft au pilori, tout en partageant nombre de ses valeurs. Comme l'a montré Anne Mellor, les deux femmes appellent de leurs vœux une société fondée sur « les valeurs chrétiennes de la bienveillance raisonnée, de l'honnêteté, de la vertu, de l'accomplissement du devoir social, de l'économie, de la sobriété et du labeur » (Christian virtues of rational benevolence, honesty, personal virtue, the fulfillment of social duty, thrift, sobriety, and hard work)
Au début des années 1790, la place des femmes dans la société britannique était devenue un enjeu majeur du débat d'idées. Ainsi, Anna Laetitia Barbauld et Mary Wollstonecraft firent assaut d'écrits, la première réagissant par des poèmes, et la seconde répliquant par des notes ajoutées à ses pages.

### Réactions à la suite desSouvenirsde Godwin

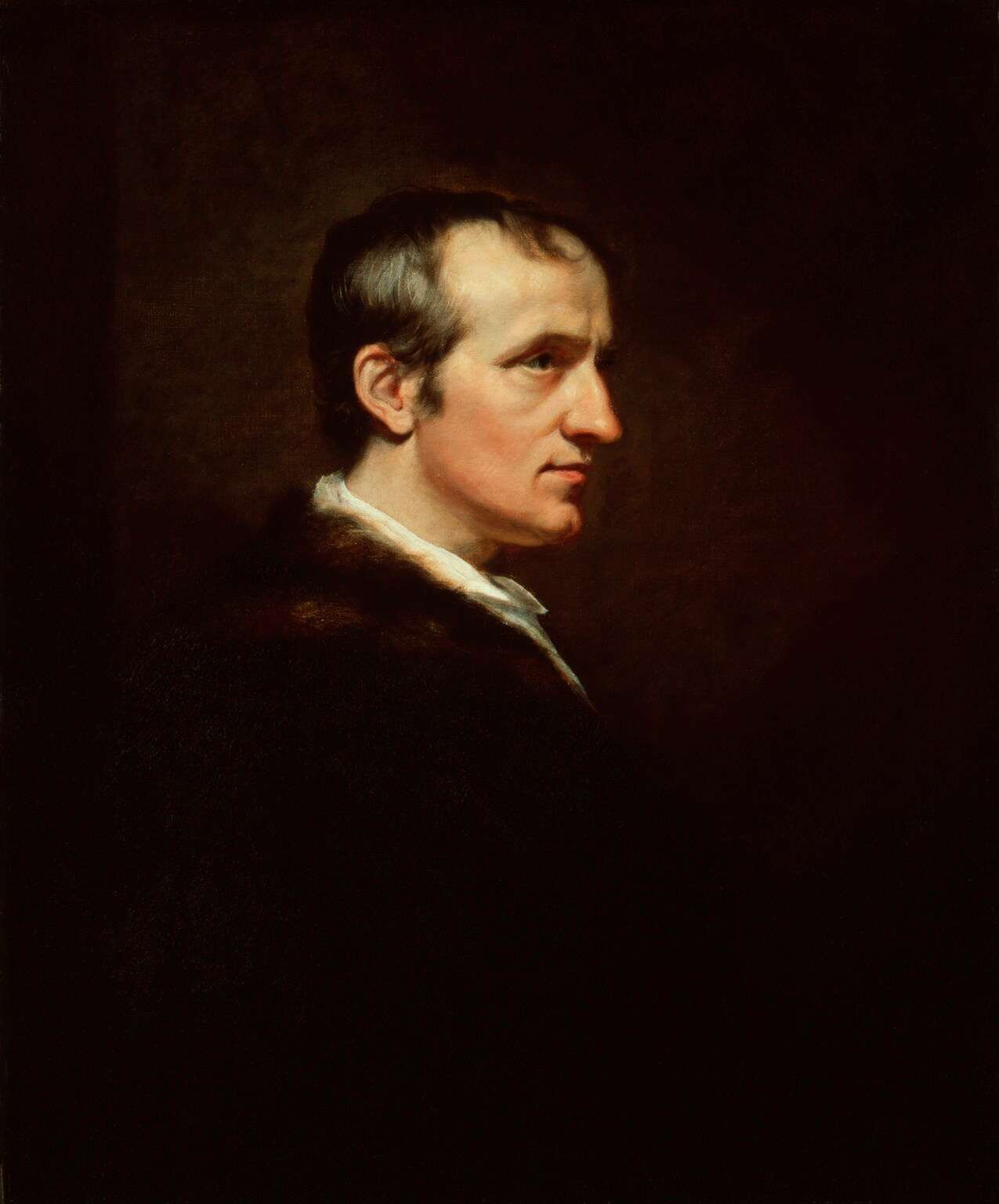
William Godwin, le mari de Mary Wollstonecraft, en 1802.

En 1798, un an après la mort de Mary, son mari, William Godwin, publie un recueil de souvenirs sous le titre Souvenirs de l'auteur de la Défense des droits de la femme (Memoirs of the Author of A Vindication of the Rights of Woman). Il y révèle certains aspects de sa vie privée, en particulier ses amours, et l'illégitimité de son premier enfant. Il est animé des meilleures intentions, dressant de son épouse un portrait qu'il juge affectueux et sincère, empreint de compassion. Ses contemporains, cependant, voient les choses différemment : choqués par un style de vie qu'ils jugent dissolu, certains se font un malin plaisir de noircir la réputation de Mary. Ainsi, Richard Polwhele la prend pour cible dans un long poème anonyme, Les Femmes asexuées (The Unsex'd Females) (1798), qui pourfend l'assurance de soi qu'affichent les femmes de lettres, oppose la figure christique d'Hannah More à celle, satanique, de Mary, et, ainsi, fait mouche auprès du public. Le poème a tout autant la faveur de certains critiques. L'un d'eux se réjouit de son « ingéniosité », de ces « saillies d'un esprit à la fois badin et sarcastique » (playful sallies of sarcastic wit) décochées contre « nos dames éprises de modernité » (our modern ladies). D'autres, cependant, le jugent « ennuyeux et manquant singulièrement de vie » (a tedious, lifeless piece of writing).
En fait, les réactions correspondent à des clivages politiques bien définis. L'amalgame est vite fait entre les idées de Mary Wollstonecraft et l'histoire de sa vie ; aussi, ses congénères féminines répugnent désormais à se référer à elle. Mary Hays, par exemple, naguère si ouvertement partisane de sa Défense des droits de la femme, prend ses distances et l'omet de son recueil Femmes illustres et célèbres (Illustrious and Celebrated Women) de 1803. Maria Edgeworth, dans son roman Belinda (1802), la caricature en féministe radicale sous les traits de Harriet Freke. Pour autant, tout comme Jane Austen, elle ne rejette pas ses idées et acquiesce au propos que les femmes jouent un rôle crucial dans le développement de la nation. Les personnages féminins des deux romancières sont éminemment rationnels et à la recherche d'un mariage fondé sur l'estime réciproque entre époux.

### Réévaluation et postérité
Il faut un siècle pour que les critiques négatives s'estompent au profit d'une réévaluation de l'œuvre de Mary Wollstonecraft. Sa Défense des droits de la femme doit attendre les années 1850 pour se voir à nouveau publiée et, même à cette époque, le livre a une réputation sulfureuse. George Eliot décrit « le préjugé diffus en certains milieux qui en fait, bon an mal an, un livre répréhensible, mais les lecteurs qui franchissent le pas seront surpris de son grand sérieux, de sa morale très stricte et même quelque peu rebutante » (there is in some quarters a vague prejudice against the Rights of Woman as in some way or other a reprehensible book, but readers who go to it with this impression will be surprised to find it eminently serious, severely moral, and withal rather heavy). La « suffragiste » Millicent Garrett Fawcett, dans l'introduction qu'elle rédige pour l'édition du centenaire, blanchit la réputation de Mary, en laquelle elle voit un précurseur de la lutte pour l'obtention du vote des femmes.

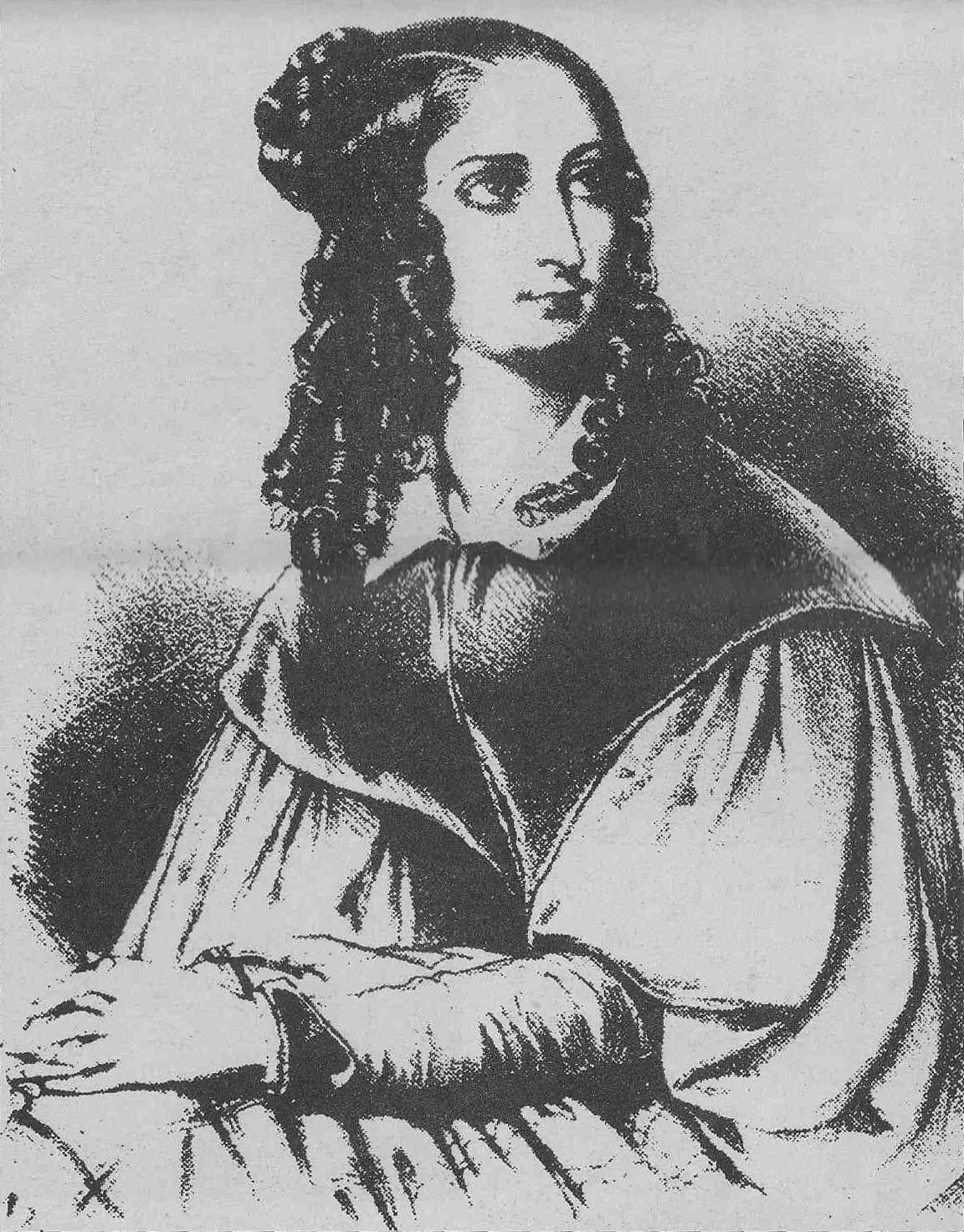
Flora Tristan.

En France, Flora Tristan, femme de lettres, militante socialiste et féministe française, écrit en 1840 : 

« Écoutez cette femme, cette femme anglaise qui, la première, ose dire que les droits civils et politiques appartiennent également aux deux sexes […]. Mary Wollstonecraft réclame la liberté de la femme comme un droit, au nom du principe sur lequel les sociétés fondent le juste et l’injuste ; elle la réclame parce que sans la liberté il ne peut exister d’obligation morale d’aucune espèce, comme elle démontre également que sans l’égalité de ces obligations, pour l’un et l’autre sexe, la morale manque de base, cesse d’être vraie […]. Le livre de Mary Wollstonecraft est une œuvre impérissable ! »

— Flora Tristan, Promenades dans Londres, 1840
Quoi qu'il en soit, même si Défense des droits de la femme semble bel et bien avoir ouvert la voie à leurs revendications, les féministes du vingtième siècle préfèrent se référer à sa vie plutôt qu'à ses écrits pour alimenter leur inspiration, cette rupture avec les habitudes sociales les encourageant à de nouvelles « expériences de vie » (experiments in living), comme les appelle Virginia Woolf dans son célèbre essai sur Mary Wollstonecraft. Les preuves n'en existent pas moins que certaines féministes contemporaines ne se refusent pas à l'influence de l'ouvrage. Ayaan Hirsi Ali, par exemple, très critique envers les diktats de l'Islam envers les femmes, le cite dans son autobiographie L'infidèle, avec ce commentaire : « [Je me suis] inspirée de Mary Wollstonecraft, cette pionnière de la pensée féministe qui a affirmé aux femmes qu'elles disposaient de la même faculté de raison que les hommes et méritaient les mêmes droits » (inspired by Mary Wollstonecraft, the pioneering feminist thinker who told women they had the same ability to reason as men did and deserved the same rights).

## Premières éditions
En anglais :
- Mary Wollstonecraft, A Vindication of the Rights of Woman: with Strictures on Political and Moral Subjects, Londres, printed for J. Johnson, 1792 (OCLC 228757502)

En français :
- Mary Wollstonecraft, Défense des droits des femmes suivie de quelques considérations sur des sujets politiques et moraux : ouvrage traduit de l'anglais de Mary Wollstonecraft ; et dédié à M. l'ancien Évêque d'Autun, Paris : Chez Buisson, 1792 (OCLC 46721784).